# Mariä Himmelfahrt (Ascha)

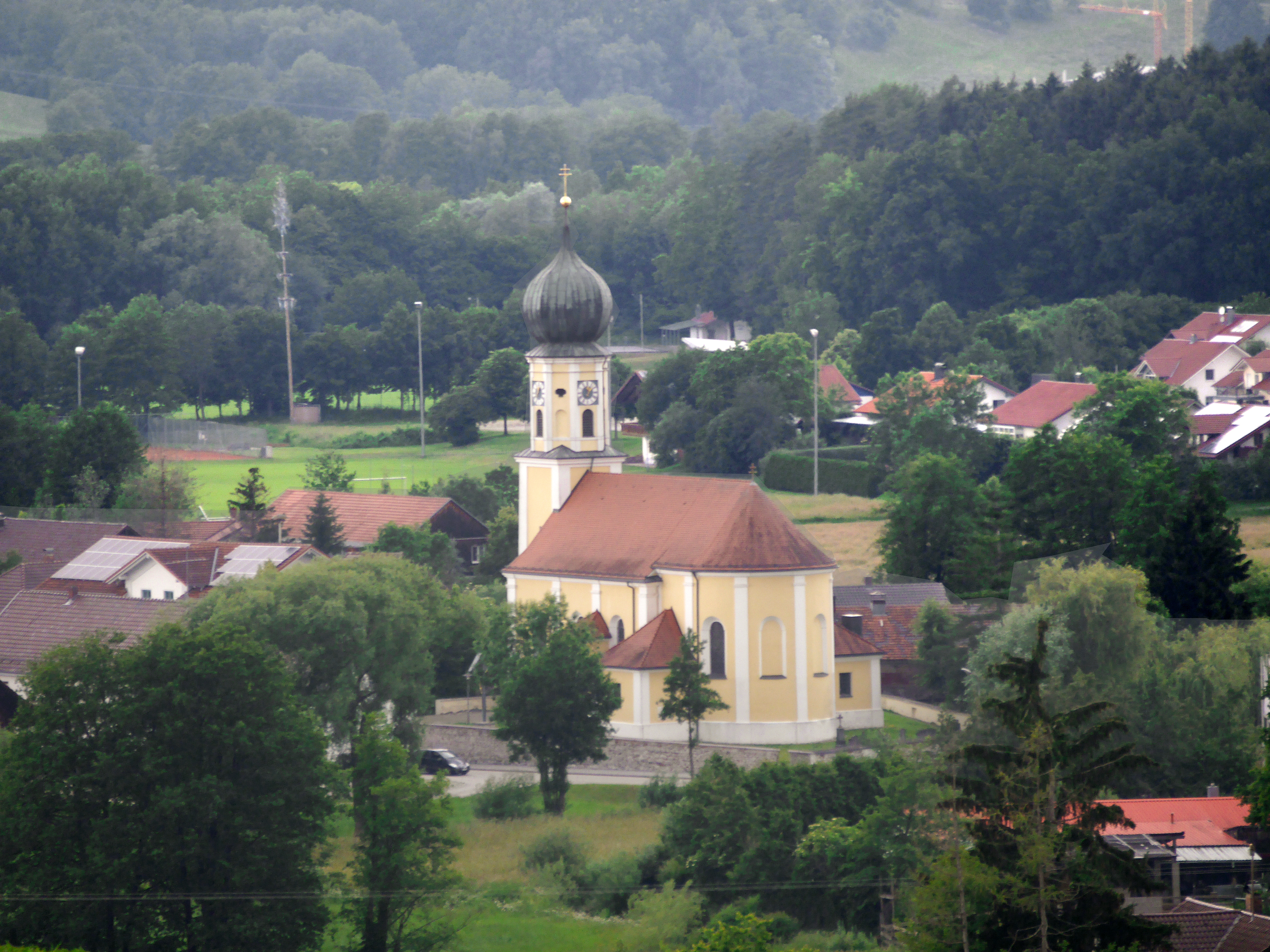
Mariä Himmelfahrt in Ascha

Die römisch-katholische Pfarrkirche Mariä Himmelfahrt steht in Ascha, einer Gemeinde im niederbayerischen Landkreis Straubing-Bogen. Sie ist in der Liste der Baudenkmäler in Ascha (Niederbayern) als Baudenkmal unter der Nr. D-2-78-116-1 eingetragen. Die Kirche gehört zum Dekanat Straubing-Bogen im Bistum Regensburg.

## Beschreibung
Die spätbarocke Saalkirche wurde um 1740 erbaut. Sie besteht aus dem Langhaus, dem eingezogenen, halbrund geschlossenen Chor im Osten und dem Kirchturm auf quadratischem Grundriss vor der Fassade im Westen. Der Turm hat einen achteckigen Oberbau und eine eingeschnürte Zwiebelhaube.
Das Langhaus ist mit einer Flachdecke überspannt, der Chor mit einem Stichkappengewölbe. Die Altäre und die Kanzel stammen aus der Bauzeit der Kirche. 
Der Hochaltar im Stil des Frührokoko füllt den Schluss des Chors vollständig aus. Zwischen vier Säulen des Retabels, die mittleren glatt, die äußeren gewendelt, steht unter einem Baldachin mit seitlichen Vorhängen eine Marienstatue mit Jesuskind. Auf dem Kopf trägt Maria als Himmelskönigin eine Krone und in der Hand hält sie ein Zepter. Unter dieser Figur beziehungsweise über dem Tabernakel liegt das Lamm Gottes auf dem Buch mit sieben Siegeln. Zwischen den Säulen stehen links der heilige Josef und rechts die heilige Anna, die Mutter der Gottesmutter Maria. Über den Durchgängen, den Opfergangsportalen, seitlich am Altar stehen Statuen des heiligen Joachim und des heiligen Martin. Auf dem Antependium des Altars ist in einem Relief reich verziert das Symbol des Pelikans dargestellt, der nach der Legende seine Jungen mit dem eigenen Blut nährt, so wie Christus am Kreuz sein Blut für die Menschheit opferte.

## Orgel
Auf der oberen Empore steht eine Orgel mit sieben Registern auf einem Manual und Pedal, welche 1894 von Jakob Schmid aus Straubing gebaut wurde. Die Manuallade ist als Schleiflade, die Pedallade als Kegellade ausgeführt. Die Disposition lautet:
| Manual C–f3 |       |
| Principal   | 8′    |
| Gedeckt     | 8′    |
| Salicional  | 8′    |
| Gamba       | 8′    |
| Octav       | 4′    |
| Mixtur III  | 2 ⁄3′ |

| Pedal C–d1 |     |
| Subbass    | 16′ |